# 永姬
織田永姬（1574年—1623年3月24日），織田信長四女。母不詳，有一說法是信長娶與其妾吉乃同宗的生駒氏之女所生。1581年十二月，信長將七歲的永姬嫁給十九歲的前田利長為妻，永姬便前往越中。第二年六月，永姬與利長夫妻原本要前往京都，卻遇到本能寺之變，京都大亂，於是利長帶著還很幼小的永姬逃往前田家的舊領地尾張荒子城。
1598年，利長繼承前田家家督之位，夫妻正式入主金澤城。1605年，利長讓位給異母弟前田利常，隱居越中高岡城。1614年，利長過世，永姬出家為尼，搬回金澤。起初暫住在家臣橫山常知家，後來移居金澤城西之丸。永姬出家後，法號「玉泉院」，因此她住的西之丸也被人稱「玉泉院丸」。1623年過世，葬在金澤城外的玉泉寺。